# Hongdu Aviation Industry Group
Jiangxi Hongdu Aviation Industry Group (Авиационная промышленная группа «Хунду», сокращённо HAIG) — китайская авиастроительная корпорация, дочернее предприятие государственного холдинга AVIC. Специализируется на разработке и производстве военных и гражданских самолётов (штурмовики, учебно-боевые, учебно-тренировочные и лёгкие транспортные самолёты, самолёты малой авиации для сельского и лесного хозяйства), а также беспилотных летательных аппаратов и ракетного вооружения. Штаб-квартира и основные сборочные предприятия расположены в городе Наньчан.

## История
В 1933 году Чан Кайши подписал соглашение с Бенито Муссолини, а в декабре 1934 года в Наньчане был основан авиазавод Sino-Italian National Aircraft Works (SINAW) — совместное предприятие между Китайской республикой и Королевством Италия. В 1935 году в Цинъюньпу был построен крупнейший в Китае военный аэродром Саньцзядянь, служивший также испытательной базой завода. В 1937 году во время Японо-китайской войны завод и аэродром были разбомблены.
После этого китайские власти разорвали отношения с итальянцами, которые покинули предприятие. Чан Кайши конфисковал все итальянские акции и имущество, а также переименовал завод в Central Nanchang Aircraft Manufacturing Factory. Чтобы избежать очередных бомбардировок, цеха были переведены в Чунцин, где получили новое название — Авиастроительный завод № 2. В 1947 году компания вернулась на территорию родного аэродрома Саньцзядянь.
В 1951 году компания была реорганизована в Hongdu Machinery-building Factory, а позже переименована в Nanchang Aircraft Manufacturing Corporation. В марте 1998 года название компании было изменено на Hongdu Aviation Industry (Group) Corporation. В декабре 1999 года была основана дочерняя компания Jiangxi Hongdu Aviation Industry Company Limited.   
В 2010 году корпорация освоила серийный выпуск нового сверхзвукового учебно-боевого самолёта L-15. В 2018 году испытательная база Hongdu Aviation Industry Group была перенесена из аэропорта Саньцзядянь в аэропорт Наньчань Яоху на территории Nanchang Aviation Industrial City. В ноябре 2019 года предприятие посетил премьер Госсовета КНР Ли Кэцян.

## Продукция
- Штурмовик Nanchang Q-5M
- Штурмовик Nanchang Q-6
- Учебно-боевой самолёт Hongdu L-15
- Учебно-тренировочный самолёт Nanchang CJ-5
- Учебно-тренировочный самолёт Nanchang CJ-6 (PT-6A)
- Учебно-тренировочный самолёт Hongdu CJ-7
- Учебно-тренировочный самолёт Hongdu JL-8 (Karakorum-8)
- Сельскохозяйственный и лесной самолёт Hongdu N-5
- Транспортный самолёт Nanchang Y-5[10]
- Беспилотный боевой летательный аппарат Hongdu GJ-11
- Многоцелевой вертолёт MD500E
- Многоцелевой вертолёт MD520N
- Многоцелевой вертолёт MD530F
- Многоцелевой вертолёт MD600N
- Комплектующие для пассажирских самолётов C919[11]

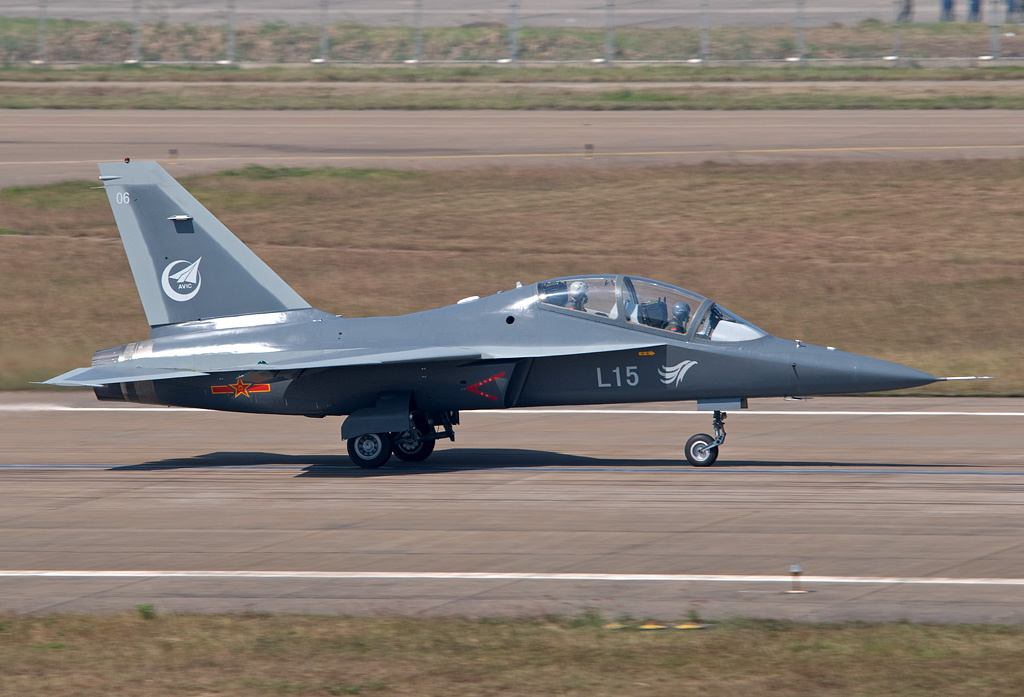
Hongdu L-15
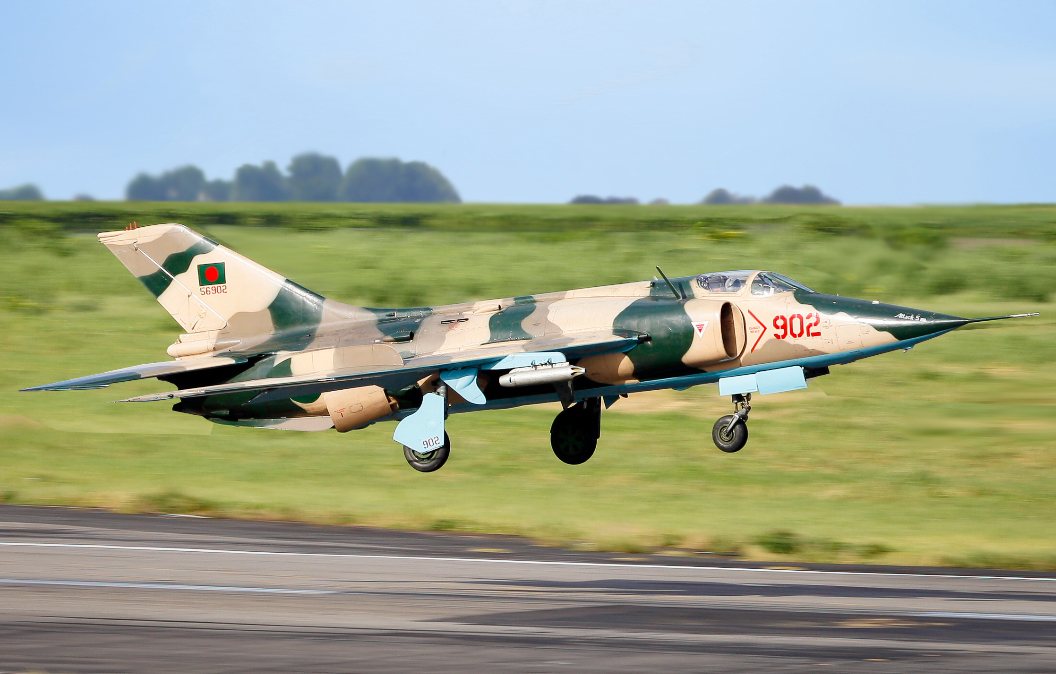
Nanchang A-5
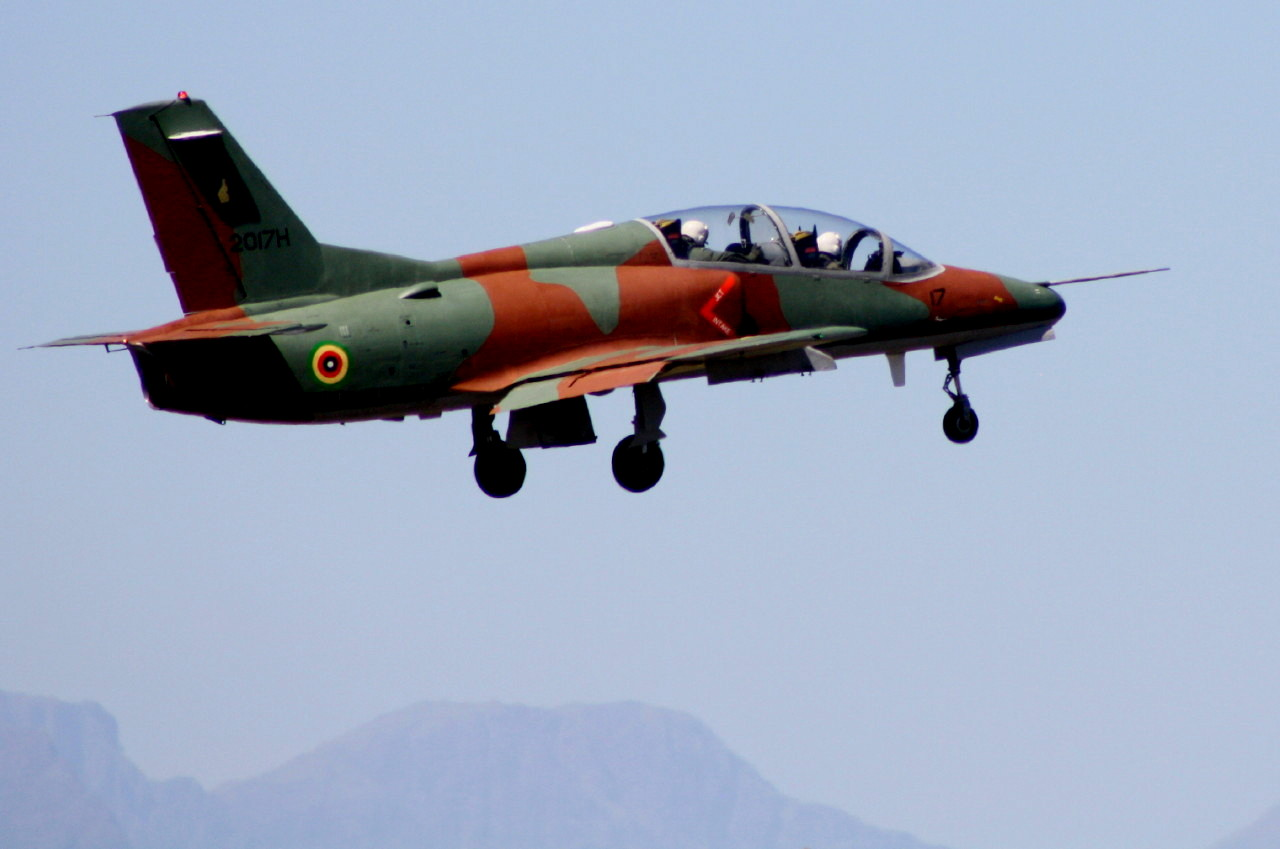
Hongdu JL-8
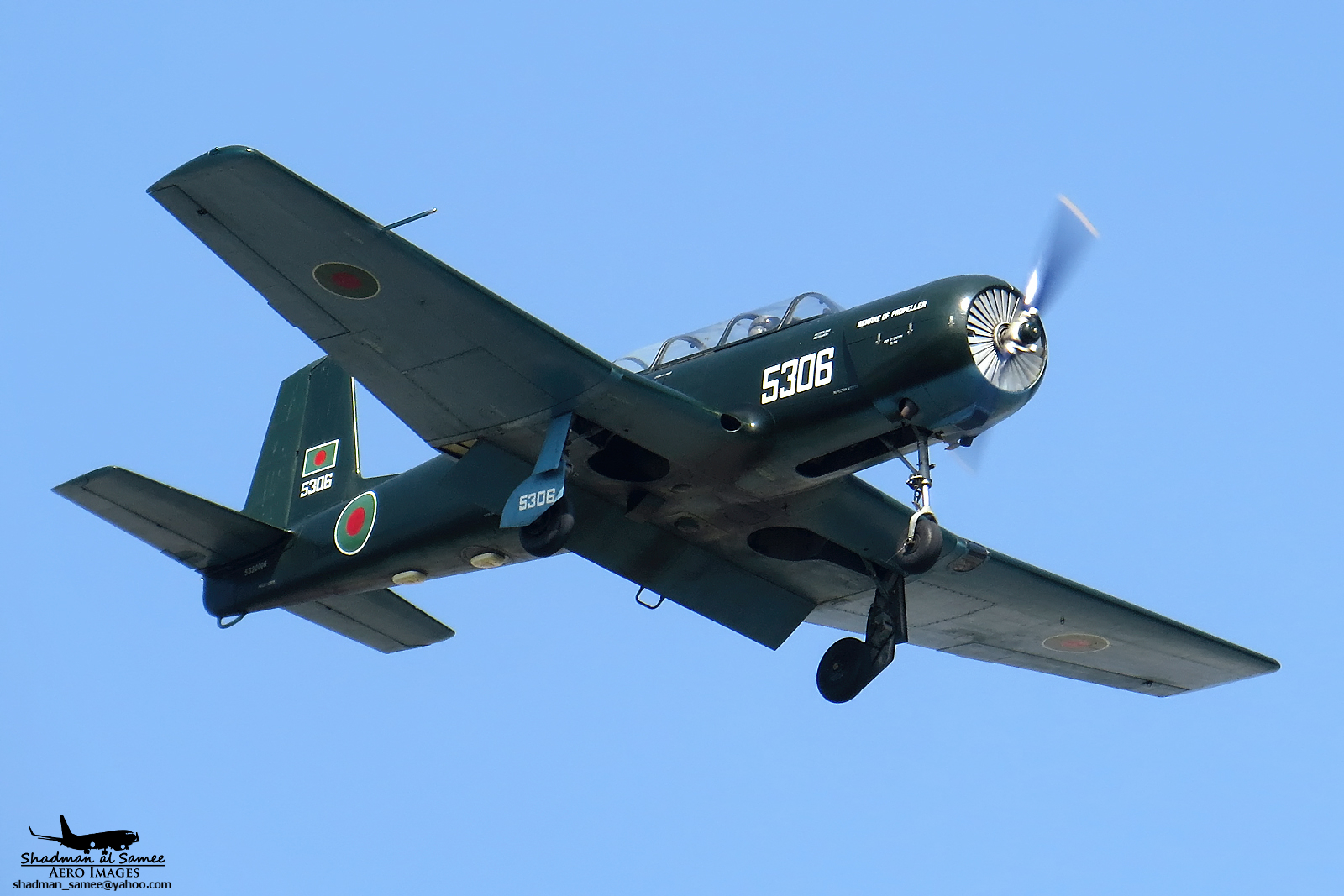
Nanchang CJ-6

Также предприятия Hongdu Aviation Industry Group выпускают машины для гольфа, трансмиссии и другие комплектующие, текстильное оборудование, болты и гайки. Дочерняя компания Chang Jiang Machinery Factory ранее выпускала военные и гражданские мотоциклы.